# 고유 함수
일반위상수학에서 고유 함수(固有函數, 영어: proper map)은 콤팩트 집합의 원상이 콤팩트한 연속 함수이다.

## 정의
위상 공간 {\displaystyle X,Y} 사이의 연속 함수 {\displaystyle f\colon X\to Y}가 다음 성질을 만족시키면, {\displaystyle f}를 고유 함수라고 한다.
임의의 콤팩트 집합 {\displaystyle K\subset Y}에 대하여, {\displaystyle K^{-1}(f)\subset X}는 콤팩트 집합이다.
(스킴의 고유 사상은 이 조건과 다른 조건이다.)
위상 공간 {\displaystyle X,Y} 사이의 연속 함수 {\displaystyle f\colon X\to Y}가 다음 성질을 만족시키면, {\displaystyle f}를 준콤팩트 함수(準-, 영어: quasicompact map)라고 한다.
임의의 콤팩트 열린집합 {\displaystyle K\subset Y}에 대하여, {\displaystyle K^{-1}(f)\subset X}는 콤팩트 열린집합이다.
이 조건은 스킴 이론에서 쓰인다. 두 스킴 사이의 준콤팩트 사상(영어: quasicompact morphism)은 준콤팩트 함수인 스킴 사상이다. (스킴 사상은 항상 연속 함수이다.) 공역 {\displaystyle Y}가 하우스도르프 공간이라면 {\displaystyle Y}의 콤팩트 열린집합은 열린닫힌집합이며, {\displaystyle Y}가 하우스도르프 연결 공간인 경우 이는 공집합이거나 {\displaystyle Y} 전체이다. 따라서, 공역이 하우스도르프 연결 공간인 경우 준콤팩트 함수의 개념은 자명하다. 그러나 대부분의 스킴은 하우스도르프 공간이 아니다.

## 성질
정의에 따라서, 연속 함수에 대하여 다음과 같은 포함 관계가 성립한다.
고유 함수 {\displaystyle \subsetneq } 준콤팩트 함수 {\displaystyle \subsetneq } 연속 함수

### 필요 조건 · 충분 조건
어떤 연속 함수 {\displaystyle f\colon X\to Y}에 대하여, 닫힌 함수이며 또한 모든 점 {\displaystyle y\in Y}의 원상이 콤팩트 집합이라면 {\displaystyle f}는 고유 함수이다. 만약 {\displaystyle Y}가 국소 콤팩트 하우스도르프 공간이라면 그 역도 성립한다.
만약 {\displaystyle X,Y}가 거리 공간이라면, 고유성은 다음 개념을 통해 정의할 수 있다.
거리 공간 {\displaystyle X} 속의 수열 {\displaystyle x_{i}\in X}가 주어졌다고 하자. 만약 모든 콤팩트 집합 {\displaystyle K}에 대하여 {\displaystyle K\cap \{x_{i}\}_{i\in \mathbb {N} }}가 유한 집합이라면, {\displaystyle (x_{i})_{i\in \mathbb {N} }}를 무한대로 달아난다(영어: escape to infinity)고 한다.
거리 공간 사이의 연속 함수 {\displaystyle f\colon X\to Y}에 대하여, 다음 두 조건이 서로 동치이다.
- 고유 함수이다.
- {\displaystyle X} 속의 모든 무한대로 달아나는 수열의 상이 ({\displaystyle Y} 속에서) 항상 무한대로 달아난다.

스킴 사상 {\displaystyle f\colon X\to Y}에 대하여 다음 조건들이 서로 동치이다.
- 준콤팩트 사상이다.[1]:242, Proposition and Definition 10.1(i)
- 임의의 아핀 열린집합 {\displaystyle A\subseteq Y}에 대하여, {\displaystyle f^{-1}(A)}는 콤팩트 집합이다.[2]:91, Exercise II.3.2 (모든 아핀 스킴은 콤팩트 공간이다.)
- {\displaystyle Y}는 {\displaystyle f}에 대한 원상이 콤팩트 집합인 아핀 스킴들로 구성된 열린 덮개 {\displaystyle \{\iota _{i}\colon \operatorname {Spec} R_{i}\to Y\}_{i\in I}}를 갖는다.[1]:242, Proposition and Definition 10.1(ii)

그러나 마지막 조건에서, "원상이 콤팩트 집합인 아핀 스킴들로 구성된 열린 덮개"를 "원상이 콤팩트 집합인 콤팩트 열린 부분 스킴으로 구성된 열린 덮개"로 약화시킨다면 이는 동치이지 않다.:Remark 1.5

### 기타 성질
위상 공간 {\displaystyle X}에 대하여 다음 세 조건이 서로 동치이다.
- {\displaystyle X}가 콤팩트 공간이다.
- 한원소 공간으로 가는 유일한 함수 {\displaystyle X\to \{\bullet \}}가 고유 함수이다.
- 한원소 공간으로 가는 유일한 함수 {\displaystyle X\to \{\bullet \}}가 준콤팩트 함수이다.

정의역이 콤팩트 공간이고 공역이 하우스도르프 공간인 연속 함수는 고유 함수이자 닫힌 함수이다.